# Abrahamité
Abrahamité byla sekta působící na Vsetínsku na východní Moravě v 18. a 19. století. Abrahamité, někdy označovaní též jako izraelité, odmítali z křesťanského učení vše, co nebylo zjeveno již Abrahamovi před obřezáním; tedy i Nový zákon a přijímali prvky židovství: svěcení soboty, kašrut, ne však obřízku. Modlili se pouze Otčenáš.
V letech 1746–1748 probíhal velký proces s novobydžovskou izraelitskou sektou – abrahamity z Nového Bydžova a okolí. Jednalo se především o ovčáky, sedláky a myslivce. Jejich údajný vůdce, krejčí z Chudonic Jan Pita, byl odsouzen k smrti a 18. prosince v Hradci Králové popraven. Celkem bylo popraveno šest osob včetně jedné ženy.  Následně byl souzen také bydžovský rabín Mendl Götzl, za to, že sváděl křesťany, aby přejímali prvky judaismu a odpadli od katolické církve. Také on byl nakonec popraven a jeho tělo spáleno na hranici. Další obvinění byli potrestáni vězením, nucenými pracemi, výpraskům karabáčem nebo vypovězením.
V letech 1775–1782 byli rakouským státem abrahamité znovu tvrdě pronásledováni, rozsudky smrti sice již vyneseny nebyly, mnoho členů sekty však bylo deportováno do Sedmihradska, Bukoviny a Haliče. Místy přežívali ještě v 1. polovině 19. století.
Román Terézy Novákové „Děti čistého živého“ z roku 1909 pojednává o zániku stejnojmenné sekty v okolí Budislavi. O této sektě se hovořilo jako o adamitech, abrahamitech i jinak; jednalo se ale o pietisticky smýšlející věřící čekající na příchod velkého bojovníka z Maroka – krále Marokána. 
Spravujeme se rozumem svým, který dal nám Nejvyšší. Rozum náš jest ten duch, který v nás přebývá, to světlo čisté, živé.
Kvapil, hlavní postava románu, Děti čistého živého